# Liptena citronensis
Liptena citronensis är en fjärilsart som beskrevs av Bethune-Baker 1926. Liptena citronensis ingår i släktet Liptena och familjen juvelvingar. Inga underarter finns listade i Catalogue of Life.